# Kingsley Wood
Sir Howard Kingsley Wood (19. srpna 1881, Kingston upon Hull, Anglie – 21. září 1943, Londýn, Anglie) byl britský právník, finančník a politik. Dlouhodobě se uplatňoval v oblasti pojišťovnictví jako právník, od roku 1918 až do smrti byl poslancem Dolní sněmovny za Konzervativní stranu. Zastával několik funkcí v koaličních vládách před druhou světovou válkou, nakonec byl v Churchillově válečném kabinetu britským ministrem financí (1940–1943).

## Životopis
Narodil se v Hullu jako syn metodistického kněze reverenda Arthura Wooda. Od dětství žil v Londýně, nedosáhl sice univerzitního vzdělání, ale v roce 1903 úspěšně složil advokátní zkoušky a začal působit jako soukromý právník. Brzy se prosadil jako uznávaný odborník na problematiku pojišťovnictví a právní aspekty s ní spojené, byl členem řady organizací. Od roku 1911 byl členem městské rady v Londýně a v roce 1918 byl povýšen do šlechtického stavu.
V letech 1918–1943 byl členem Dolní sněmovny za Konzervativní stranu a krátce po vstupu do parlamentu začal zastávat i nižší funkce ve vládě. V letech 1924–1929 byl parlamentním tajemníkem na ministerstvu zdravotnictví, v této funkci byl podřízeným Nevilla Chamberlaina, stali se z nich přátelé a do dalších let také političtí spojenci. V roce 1928 byl jmenován členem Tajné rady, v roce 1931 byl krátce parlamentním tajemníkem na ministerstvu školství a v MacDonaldově vládě v letech 1931–1935 generálním poštmistrem. V Baldwinově vládě zastával funkci ministra zdravotnictví (1935–1938), v níž se podílel především na zlepšení organizace porodnictví. Správu zdravotnictví si ponechal ještě v Chamberlainově vládě do května 1938, ale pak přešel do funkce ministra pro letectvo (1938–1940) a měl podíl na zvýšení produkce letadel před druhou světovou válkou. Ještě před pádem Chamberlainovy válečné vlády kvůli únavě rezignoval a na měsíc převzal post lorda strážce tajné pečeti (duben až květen 1940). Vzápětí byl povolán do Churchillovy koaliční vlády jako ministr financí (1940–1943), od října 1940 byl též členem užšího válečného kabinetu. Churchill měl sice výhrady k jeho předchozí činnosti na ministerstvu pro letectvo i k loajalitě vůči Chamberlainovi, ale uznával jeho schopnosti v oblasti finančnictví. Wood přizval na ministerstvo jako poradce významného ekonoma Johna Keynese a ve finanční politice začal prosazovat principy keynesiánství.
Zemřel náhle ve svém londýnském domě ráno 21. září 1943. Ve funkci ministra financí jej nahradil John Anderson. Kingsley Wood byl od roku 1905 ženatý s Agnes Lilian Fawcettovou (1881–1955), vlastní děti neměli, ale vychovávali adoptovanou dceru.